# The Blade (lutador)
Jesse Guilmette (Buffalo, 3 de junho de 1980) é um lutador profissional estadunidense, mais conhecido pelo nome de ringue The Blade. Atualmente, trabalha para a promoção All Elite Wrestling (AEW). Ao longo de sua carreira, também lutou sob os nomes Pepper Parks e Braxton Sutter, tendo passagens notáveis pela Impact Wrestling, bem como em circuitos independentes como o Empire State Wrestling e o Combat Zone Wrestling (CZW).

## Carreira no wrestling profissional

### Início de carreira
Guilmette iniciou seu treinamento de luta profissional com Les Thatcher na Heartland Wrestling Association (HWA), com sede em Cincinnati, Ohio. Em 2001, ele conquistou o HWA Cruiserweight Championship após derrotar Matt Stryker. Ao longo de sua passagem pela HWA, Guilmette também lutou em circuitos independentes locais e regionais, aprimorando suas habilidades no ringue. Posteriormente, tornou-se campeão da HWA em outras categorias, incluindo o HWA Heavyweight Championship.

### Circuito independente (2000–2019)
Após seu tempo na Heartland Wrestling Association, Guilmette continuou competindo no circuito independente sob o nome de ringue Pepper Parks. Durante a década de 2000, ele se apresentou em diversas promoções, incluindo Empire State Wrestling (ESW), Combat Zone Wrestling (CZW) e NWA Upstate. Em 2010, Parks se juntou à CZW, onde formou uma dupla com BLK Jeez. Juntos, conquistaram o CZW World Tag Team Championship em 12 de fevereiro de 2011, derrotando The Runaways (Joe Gacy e Ryan Slater) no evento Twelve. Parks também participou de eventos da Ring of Honor (ROH) e de outras organizações regionais. Durante esse período, Parks frequentemente fez dupla com sua esposa, a também lutadora Allie, conhecida no circuito independente como Cherry Bomb. Eles atuaram juntos em diversas promoções canadenses e americanas. Em 2016, Parks encerrou suas atividades no circuito independente ao assinar contrato com a Impact Wrestling, onde passou a atuar sob o nome de Braxton Sutter.

### Ring of Honor (2007, 2012–2015)
Guilmette fez sua primeira aparição na Ring of Honor (ROH) em 2007, em uma luta contra Kevin Steen. Após algumas participações esporádicas, ele retornou para a ROH em 2012, competindo principalmente em combates preliminares. Entre 2012 e 2015, Parks lutou em diversos eventos da promoção, enfrentando nomes como Michael Elgin e Tommaso Ciampa. Embora tenha obtido algumas vitórias, sua passagem pela ROH foi principalmente limitada a combates de abertura e participação em eventos menores da empresa.

### Combat Zone Wrestling (2012–2016)
Em 2012, Guilmette começou a lutar na Combat Zone Wrestling (CZW), uma promoção de wrestling hardcore baseada nos Estados Unidos. Sob o nome de ringue Pepper Parks, ele rapidamente se destacou no cenário de duplas. Em 2013, ele formou uma parceria com BLK Jeez e juntos conquistaram o CZW World Tag Team Championship em 12 de fevereiro de 2011, derrotando The Runaways (Joe Gacy e Ryan Slater). Essa vitória solidificou a dupla como uma das mais dominantes da promoção. Parks também fez parte de vários eventos de destaque da CZW, incluindo torneios de hardcore e lutas extremas, mas foi sua habilidade técnica e sua presença no ringue que o fez se destacar. Em 2015, ele começou a dar sinais de transição para outras promoções, incluindo uma possível mudança para a Impact Wrestling, o que se concretizou em 2016, quando assinou com a empresa, mudando seu nome de ringue para Braxton Sutter.

### Total Nonstop Action Wrestling / Impact Wrestling (2015–2018)
Em 2015, Guilmette foi contratado pela Total Nonstop Action Wrestling (TNA), mais tarde renomeada para Impact Wrestling. Ele passou a lutar sob o nome de ringue Braxton Sutter. Em sua estreia na TNA, Sutter se envolveu em várias rivalidades, incluindo um confronto com James Storm, e começou a se destacar como uma nova adição ao elenco da empresa. Em 2016, ele entrou em um enredo com a personagem Allie, que mais tarde se tornaria sua esposa. A rivalidade culminou em uma série de confrontos e em um casamento, que acabou sendo parte de uma história de grande destaque para os dois lutadores na Impact Wrestling. Durante seu tempo na Impact Wrestling, Sutter também teve passagens por combates de duplas e enfrentou diversos campeões, mas sua maior popularidade veio por sua história com Allie. Sutter deixou a Impact Wrestling em 2018, quando a promoção reformulou seu elenco e focou em novos talentos. A saída de Sutter foi uma das várias mudanças na empresa no período.

### All Elite Wrestling (2019–presente)
Em 2019, Guilmette fez sua estreia na All Elite Wrestling (AEW), adotando o nome de ringue The Blade. Ele inicialmente se juntou ao grupo de lutadores conhecidos como The Butcher & The Blade, juntamente com seu parceiro de longa data The Butcher (Andy Williams), formando uma dupla dominante na divisão de duplas da AEW. O grupo fez sua primeira aparição no evento AEW Dynamite em novembro de 2019, quando atacaram The Young Bucks (Matt e Nick Jackson), dando início a uma rivalidade que os colocou no centro da ação na AEW. A parceria de The Blade e The Butcher se destacou principalmente pelos seus ataques implacáveis e rivalidades com equipes como os Young Bucks e os Best Friends (Chuck Taylor e Trent). Em 2020, The Blade continuou a se destacar na AEW, participando de várias lutas de duplas e algumas lutas individuais, apesar de seu foco principal ter sido nas competições em equipe. Ele também se envolveu em rivalidades com outros lutadores de destaque da AEW, aumentando sua popularidade entre os fãs. A história com sua esposa The Bunny, que também foi contratada pela AEW, continuou a ser um ponto importante, com ambos trabalhando juntos dentro da promoção.

## Vida pessoal

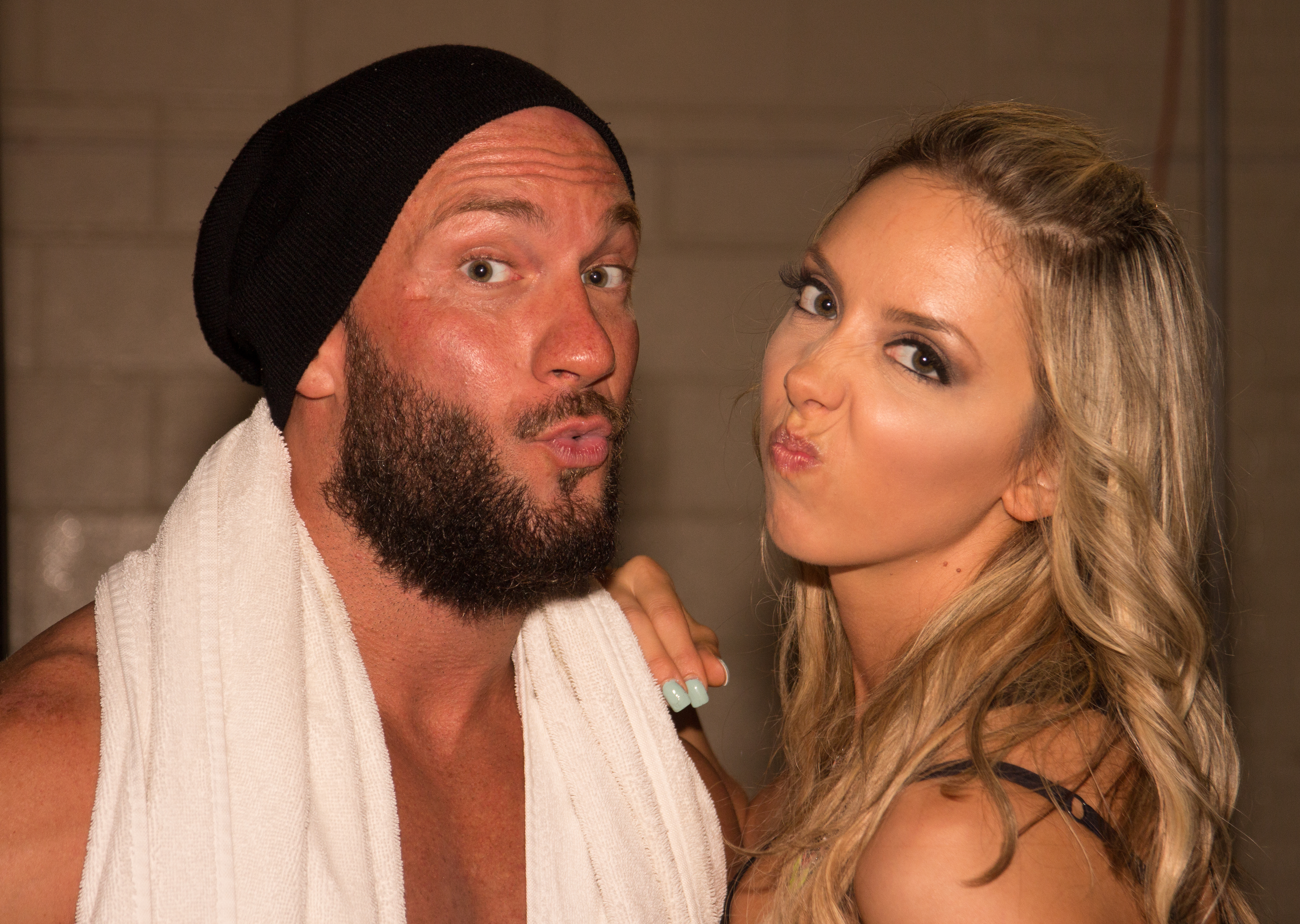
Sutter com sua esposa Allie em 2016

Guilmette é casado com a lutadora Allie, também conhecida no circuito independente como Cherry Bomb. O casal se conheceu durante suas passagens pelo circuito independente e, eventualmente, começaram a lutar juntos em várias promoções. Allie fez sua estreia na All Elite Wrestling (AEW) em 2019, onde também foi conhecida como The Bunny. Juntos, eles se destacaram em várias histórias dentro da AEW, com Allie frequentemente associada a The Blade durante suas rivalidades. Fora do ringue, Guilmette é descrito como uma pessoa reservada, com um grande apreço por música e atividades ao ar livre. Ele também tem uma forte ligação com a família e amigos, sendo muito próximo de seu irmão, que também é envolvido no mundo do wrestling.

## Campeonatos e Conquistas
- CZW World Tag Team Championship (2 vezes) – com BLK Jeez
- HWA Cruiserweight Championship (2 vezes)
- HWA Heavyweight Championship (1 vez)
- Empire State Wrestling (ESW)
  - ESW Tag Team Championship (1 vez) – com Tommy Dreamer
- NWA Upstate
  - NWA Upstate Tag Team Championship (1 vez) – com The Butcher
- Pro Wrestling Illustrated
  - Classificado na posição #226 no PWI 500 de 2016